# Albert Höfer (Sprachforscher)

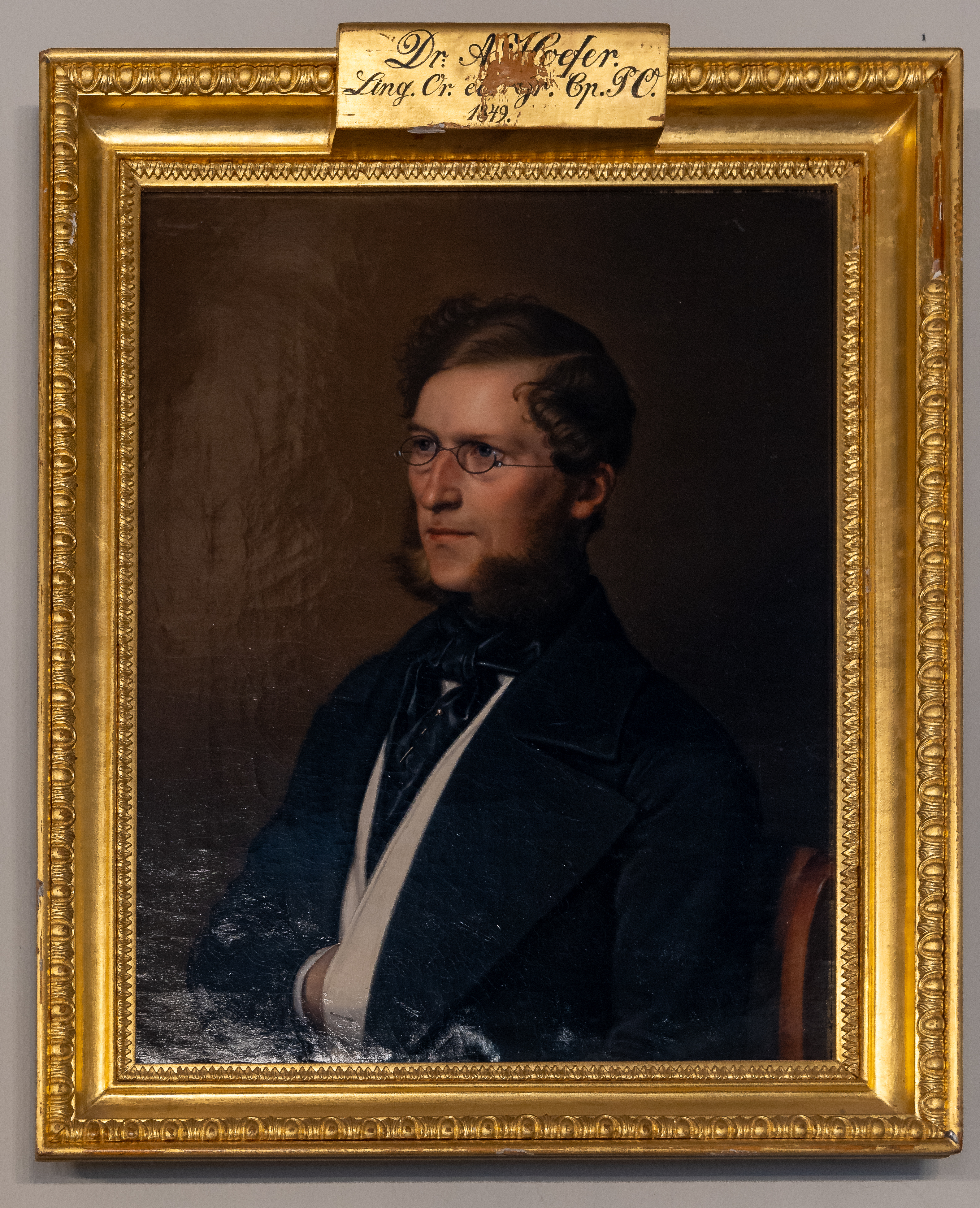
Albert Höfer (1849), Gemälde von Wilhelm Titel in der Greifswalder Professorengalerie

Albert Karl Gustav Hoefer (* 2. Oktober 1812 in Greifswald; † 9. Januar 1883 ebenda) war ein deutscher Sprachwissenschaftler und Indogermanist.

## Leben
Albert Hoefer, Sohn des Stadtgerichtsdirektors Carl Andreas Hoefer (1781–1853) und der Christiane Sophie Waldeck († 1834), einer Schwägerin des Mathematikers Carl Friedrich Gauß, studierte ab 1832 an den Universitäten von Greifswald, Göttingen und Berlin Sprachwissenschaften sowie klassische und orientalische, indische und deutsche Philologie. Hierbei hatten insbesondere Johann Gottfried Ludwig Kosegarten, Karl Otfried Müller, August Boeckh, Jacob Grimm, Franz Bopp und Andere einen bedeutenden Einfluss auf seinen weiteren Werdegang. Franz Bopp widmete Hoefer seine Dissertation „de Prakrita dialecto“ womit er am 29. April 1837 seinen Doktortitel erlangte. Während seines Studiums wurde er 1832 als Kommentbursche Mitglied der Alten Greifswalder Burschenschaft/Arminia. 
Am 1. August 1840 habilitierte sich Albert Hoefer in Berlin und wurde daraufhin als außerordentlicher Professor für die Fächer orientalische Sprachen, vergleichende Sprachwissenschaften, sowie altdeutsche Philologie zur Universität Greifswald berufen. Doch bereits ein halbes Jahr später begab sich Hoefer mit Unterstützung der Regierung für 18 Monate nach London und Oxford, wo er vor allem durch die Zusammenarbeit mit dem East India House seine Kenntnisse des Sanskrits und Prakrits erweiterte und vertiefte. Unterstützt durch Alexander von Humboldt und Christian Karl Josias von Bunsen sowie dank der Beziehungen Hoefers in London wurde es König Friedrich Wilhelm IV. von Preußen später möglich, die wertvollen Sanskrit-Handschriften von Sir Robert Chambers für die königliche Bibliothek in Berlin aufzukaufen, die dann von Hoefer selbst in Berlin ausgewertet, überarbeitet und katalogisiert wurden.
Da sich Hoefers Hoffnungen nicht erfüllten, Nachfolger des erkrankten Franz Bopp in Berlin zu werden, kehrte er im Jahre 1844 wieder nach Greifswald zurück, wo er am 15. Mai 1847 zum ordentlichen Professor befördert wurde. Hier unterrichtete er ununterbrochen bis zu seiner krankheitsbedingten und auf eigenen Wunsch beantragten Entlassung am 30. November 1880. Außerdem war er noch fast zwanzig Jahre lang Mitglied der wissenschaftlichen Prüfungskommission gewesen. Krank und zurückgezogen und sich nur noch seinen niederdeutschen Studien widmend, starb Hoefer am 9. Januar 1883.
Albert Hoefer, abstammend aus einer alten Gelehrtenfamilie, zu der auch sein Bruder und Novellist Edmund Hoefer sowie deren gemeinsamer Vorfahr und Pfarrer Johann Cyriacus Höfer zu zählen sind, war unverheiratet und blieb kinderlos.

## Schriftstellerisches Schaffen
Albert Hoefer war ein unermüdlicher Publizist zahlreicher eigener Schriften, aber auch Übersetzer Indischer Literatur und Gedichte und galt zu seiner Zeit als einer der Hauptvertreter der indischen Philologie. Darüber hinaus gründete er 1847 die „Zeitschrift für die Wissenschaft der Sprache“, die allerdings aus finanziellen Schwierigkeiten seines Verlegers 1853 wieder eingestellt wurde.
Bereits seit seiner Jugendzeit galt sein Interesse auch den plattdeutschen Dialekten, die er schon im Elternhaus kennen und sprechen gelernt hatte, sowie der niederdeutschen Volkskunde. Hierzu wollte er 1838 zunächst ein „Pommersches Idiotikon“ als überarbeitete Neuauflage des „Platt-Deutschen Wörterbuchs nach der alten und neuen Pommerschen und Rügischen Mundart“ von Johann Carl Dähnert herausgeben, aber Kosegarten kam ihm mit seinem „Allgemeinen Wörterbuch der niederdeutschen oder plattdeutschen Sprache, älterer und neuerer Zeit“ zuvor. Daraufhin beschränkte er sich auf Veröffentlichungen seiner niederdeutschen Forschungen. Diese sollten aber ebenso wie auch seine Arbeiten über die „Entstehung und Entwicklung des niederdeutschen Liedguts“, die „Denkmäler der niederdeutschen Sprache und Literatur“ und Andere nicht den erhofften Erfolg bringen. Dies führte bei ihm aber trotz all der Anerkennungen, die er während seiner beruflichen Laufbahn erfahren hatte, zu großer Enttäuschung und Verbitterung.

## Mitgliedschaften
Albert Höfer war Mitglied der Deutschen Morgenländischen Gesellschaft.

## Publikationen (Auswahl)
- De Prakrita dialecto (Berlin 1836); die
- Beiträge zur Etymologie und vergleichenden Grammatik der Hauptsprachen des indogermanischen Stamme (Berlin 1839);
- Vom Infinitiv, besonders im Sanskrit (Berlin 1840);
- Indische Gedichte, in deutschen Nachbildungen (Leipzig 1844, 2 Bde.);
- Der alte Matrose, nach Samuel Taylor Coleridge (Berlin 1844);
- Zeitschrift für die Wissenschaft der Sprache (Berlin, später Greifswald, 1845–54, 4 Bde.);
- Sanskritlesebuch (Berlin 1849);
- Denkmäler niederdeutscher Sprache und Literatur (Greifswald 1850–51, 2 Bde.) - Digitalisat in der Digitalen Bibliothek Mecklenburg-Vorpommern
- Ernst Moritz Arndt und die Universität Greifswald (Berlin 1863);
- Über Altvile im Sachsenspiegel  (Halle 1870).